# Forrester-Parant Productions
Forrester-Parant Productions est une société de production cinématographique française créée par le réalisateur américain Jack Forrester et le producteur français André Parant qui exista de 1932 à 1937.
Elle a notamment produit les courts et longs métrages de réalisateurs célèbres tels que Pierre Colombier, Jean Dréville, Abel Gance, Pierre Caron, etc.
La société Forrester-Parant Productions, dont le siège était à Paris, fit faillite peu avant la Seconde Guerre mondiale.

## Productions
- 1932 : Mon ami Tim de Jack Forrester
- 1932 : Criminel de Jack Forrester
- 1933 : Quelqu'un a tué de Jack Forrester
- 1935 : Et moi, j'te dis qu'elle t'a fait de l'œil de Jack Forrester
- 1935 : Paris Camargue de Jack Forrester
- 1935 : Le Billet de mille de Marc Didier
- 1935 : La Marraine de Charley de Pierre Colombier
- 1936 : Marinella de Pierre Caron
- 1936 : Les Petites Alliées de Jean Dréville
- 1936 : La Guerre des gosses de Jacques Daroy et Eugène Deslaw
- 1936 : La Maison d'en face de Christian-Jaque
- 1937 : Les Nuits blanches de Saint-Pétersbourg de Jean Dréville
- 1937 : Cinderella de Pierre Caron
- 1937 : J'accuse d'Abel Gance
- 1937 : L'Escadrille de la chance de Max de Vaucorbeil
- 1938 : Ultimatum de Robert Wiene et Robert Siodmak
- 1938 : La Marraine du régiment de Gabriel Rosca
- 1938 : Vacances payées de Maurice Cammage